# Vrgada
Vrgada er en ø i øgruppen ud for byen Šibenik og ligger sydvest for Pašman i Kroatien. Vrgada har et areal på 3,7 km² og en befolkning på 	212 (2021)
Øen blev nævnt i skriftlig kilde af kejser Konstantin 7. Porphyrogennetos i midten af 900-tallet, og da under navnet Loumbrikaton. På en højde ovenfor gravlunden er det rester efter mure med firkantede vagttårne, sikkert rester af et castrum fra antikken og tidlig middelalder.
Vrgada kan nås med skib fra Pakoštane; der er fem kilometer ind til fastlandet. Øen er bilfri og hører ind under kommunen Pakoštane. To parallelt løbende bjergkæder giver øen en vild karakter. Indbyggerne lever af landbrug, fiskeri og turisme.